# Flunarizina
La Flunarizina è un farmaco appartenente alla classe farmacologica dei Calcio antagonisti. Possiede anche attività antistaminica sui recettori H1 (antagonista dei recettori H1).
Mostra efficacia nella profilassi dell'emicrania, nelle vasculopatie periferiche e centrali e nelle vertigini sia quelle di origine periferica che in quelle di origine centrale. Inoltre, è un adiuvante nella terapia delle epilessie.
Infine, può essere utile per ridurre severità e durata degli episodi di paralisi associati con forme di emiplegia alternante.
La sintesi chimica ed il brevetto è della Janssen Pharmaceutica nel 1967.
Il farmaco è in commercio nel mondo con diversi nomi commerciali, in Italia con i seguenti nomi: Flugeral, Flunagen, Fluxarten, Gradient, Issium, Sibelium, Vasculene.

## Caratteristiche strutturali e fisiche

### Sintesi del composto
È un derivato difluorinato della cinnarizina.
Viene assunta per via orale sotto forma di flunarizina idrocloridrato, 11.8 mg di questa corrispondono a 10 mg di flunarizina base.

### Reattività e caratteristiche chimiche
È una polvere bianca o quasi bianca; è igroscopica, debolmente solubile in acqua, in alcool e in diclorometano, è scarsamente solubile in alcool etilico. Inoltre è fotosensibile.

## Farmacocinetica

### Assorbimento
Viene assorbita completamente nel tratto gastrico; la concentrazione plasmatica massima si raggiunge dopo 2-4 ore dall'assunzione orale.

### Distribuzione
È una molecola molto lipofila, legata per il 90% alle proteine plasmatiche e al 9% agli eritrociti; lo 0,8% della flunarizina è presente nel plasma allo stato libero. 
Ha un volume apparente di distribuzione molto alto, pari a 43,2 l/kg; la distribuzione tissutale è elevata, e si concentra soprattutto nel tessuto adiposo e nei muscoli scheletrici. 

### Metabolismo
Ha un'emivita plasmatica terminale media molto lunga: 18 giorni ed è sottoposta ad un intenso metabolismo epatico attraverso tre vie metaboliche:
- dealchilazione - N-ossidativa,
- idrossilazione aromatica
- glucoronidazione.

### Eliminazione
Viene escreta immodificata (aliquota trascurabile) o modificata in metaboliti, principalmente con la bile.

## Farmacodinamica
La flunarizina è un calcio antagonista con proprietà leganti la calmodulina, ed ha anche attività antagonista il recettore istaminergico H1.

## Impieghi clinici

### In-label
Secondo l'RCP le indicazioni approvate sono:
Trattamento profilattico della emicrania con frequenti e gravi attacchi limitatamente ai pazienti che non hanno risposto ad altre terapie o nei quali tali terapie siano state causa di gravi effetti collaterali.
La letteratura scientifica in questa indicazione fa riferimento ad oltre 300 studi pubblicati, mentre sono 2 le Metanalisi pubblicate rispettivamente nel 2004 e nel 2003.

### Off-label
- Sindromi vertiginose[9][10][11][12][13][14][15]

* Tinnitus o (acufeni)
- Sindrome di Tourette[22][23]
- Schizofrenia[24][25][26]
- Glaucoma[27][28][29][30][31][32][33][34]
- Emiplegia alternante del bambino[35][36][37][38][39][40][41]
- Claudicatio intermittens (con studi ante 1989)[42][43][44][45][46][47]

Uno studio pubblicato nel 2008 ha studiato la flunarizina anche nella Distrofia di Duchenne senza dimostrare un vantaggio terapeutico.
Al 20 luglio 2010 sono 65 gli studi che utilizzano la flunarizina come trattamento sperimentale di varie forme tumorali; il presupposto farmacodinamico è dato dalla capacità di blocco della molecola dei canali ionici calcio dipendenti che mostrano avere un ruolo nella apoptosi cellulare caspasi dipendente. Inoltre, la molecola sembra avere proprietà radio-sensibilizzanti nella radioterapia.

## Controindicazioni
Soggetti con porfiria o a rischio della stessa e in caso di ipersensibilità individuale accertata. Malattia di Parkinson e Parkinsonismi in atto o pregressi.

## Effetti collaterali
Si verificano frequentemente: sonnolenza e astenia 20%, l'aumento di peso si verifica nell'11% ed inoltre spesso si manifestano sintomi extrapiramidali associati o meno a depressione specie negli anziani; più raramente: galattorrea ed anche allucinazioni.

## Dosi terapeutiche
Profilassi dell'emicrania:
Fino ad 65 anni di età: 10 mg/die, oltre i 65 anni: 5 mg/die; preferibilmente la sera prima di andare a letto.
Nella terapia di mantenimento si consigliano cicli di 5 giorni su 7.
In mancanza di risultati dopo 2 mesi di trattamento la terapia va interrotta.

### Sovradosaggio
Non esiste un antidoto specifico in caso di sovradosaggio, utili: lavanda gastrica e la somministrazione di carbone attivo.

## Gravidanza e allattamento
Sconsigliato l'uso in entrambe le circostanze.

## Avvertenze
Da usare con prudenza con alcool e sostanze deprimenti il SNC. Va valutato il rischio/beneficio nei soggetti con Parkinson per il possibile aggravamento della sintomatologia.

## Interazioni
Antistaminici ed antiepilettici quali: carbamazepina, fenitoina, e valproato. Inoltre, va evitata l'assunzione con ipnotici o ansiolitici e altri psicofarmaci e con le bevande alcooliche.